# Tit Simedrea
Tit Simedrea (n. 4 septembrie 1886, Naipu, România – d. 9 decembrie 1971, Mănăstirea Cernica, Republica Socialistă România, România) a fost un ierarh ortodox român.

## Biografie
Născut Teodor Simedrea la 4 septembrie 1886 în localitatea Naipu din actuala comună Ghimpați, a studiat la Seminarul ortodox „Nifon Mitropolitul”, apoi la Facultatea de Teologie Ortodoxă a Universității din București, la Facultatea de Drept a Universității „Alexandru Ioan Cuza” din Iași și a continuat studii de specializare în teologie la Montpellier și la Paris în perioada 1923–1924.
A fost preot în mai multe parohii din Muntenia și București și director al Cancelariei Sfântului Sinod. A participat ca preot militar la Primul Război Mondial, primind Crucea comemorativă a Războiului 1916-1918 cu baretele „Ardeal, Carpați, Mărășești”, iar din partea regelui Italiei Croce al Merito di Guerra.
După ce a rămas văduv, a fost călugărit în 1924 la Mănăstirea Cernica cu numele Tit. Între 1926 și 1935 a fost numit arhiereu vicar al Arhiepiscopiei Bucureștilor. A îndeplinit funcția de director al Institutului Biblic, director și profesor de liturgică la Academia de Muzică Religioasă din București, secretar de redacție al revistei Biserica Ortodoxă Română. A reprezentat Biserica Ortodoxă Română în cadrul mai multor evenimente ecumenice și panortodoxe desfășurate la: Lausanne (1927), Constantinopol și Sofia (1928), Muntele Athos (1930) și Oxford (1937)
Pe data de 11 decembrie 1935, a fost înscăunat episcop al Hotinului, apoi la 13 iunie 1940 a fost ales mitropolit al Bucovinei, înscăunarea sa având loc la 25 martie 1941 la Suceava din cauza convulsiilor generate de ocuparea Bucovinei și abia după câteva luni la Cernăuți. S-a retras din funcția de mitropolit la 31 ianuarie 1945, după ce Bucovina fusese din nou ocupată, și a trăit ca simplu monah la Schitul Darvari și Mănăstirea Cernica. 
A decedat la 9 decembrie 1971 și a fost îngropat în cimitirul Mănăstirii Cernica.
A fost inițiatorul unor întâlniri anuale dedicate preoților, intitulate „Săptămânile de retragere și priveghere”, desfășurate în Mitropolia Munteniei, dar și mentorul unei grupări studențești ai cărei lideri erau, printre alții, Sandu Tudor, Paul Sterian și Mircea Vulcănescu. Numele său este legat de Mișcarea Rugul Aprins, unde a fost unul dintre participanții activi.
A fost duhovnicul patriarhului Justinian Marina.
Cetățeanul israelian de origine română Meir Shai, supraviețuitor al Holocaustului, a cerut Memorialului Yad Vashem din Ierusalim ca mitropolitul ortodox Tit Simedrea să fie numit drept între popoare arătându-și astfel recunoștința față de cel care, împreună cu pictorul George Russu, i-a salvat viața când era copil.
O altă mărturie este cea a rabinului-șef Alexandru Șafran.
„[...] i-am cerut imperativ să-și comunice impresiile mareșalului și să oprească deportările. El a făcut-o, și a făcut-o într-adevăr cu folos, fiindcă convoaiele care porneau din Cernăuți au fost oprite. A mers chiar mai departe, căci, odată ajuns în orașul său, s-a asigurat din partea autorităților, destul de recalcitrante, că ordinul guvernului e dus la îndeplinire. Era ceva absolut de neînchipuit, obținusem oprirea deportărilor din Cernăuți, cu ajutorul lui Tit Simedrea”—Alexandru Șafran, Un tăciune smuls flăcărilor